# Micromus borealis
Micromus borealis là một loài côn trùng trong họ Hemerobiidae thuộc bộ Neuroptera. Loài này được Klimaszewski & Kevan miêu tả năm 1988.